# Jack Champion
Jack Champion (Los Angeles, 16 november 2004) is een Amerikaans acteur.
Champion acteert sinds 2015 en verscheen in diverse producties. In James Cameron's-film Avatar: The Way of Water (2022) speelde hij de rol van spider.